# Patten (Maine)
Patten es un pueblo ubicado en el condado de Penobscot en el estado estadounidense de Maine. En el Censo de 2010 tenía una población de 1.017 habitantes y una densidad poblacional de 10,27 personas por km².

## Geografía
Patten se encuentra ubicado en las coordenadas 45°59′29″N 68°29′34″O / 45.99139, -68.49278. Según la Oficina del Censo de los Estados Unidos, Patten tiene una superficie total de 99.06 km², de la cual 98.91 km² corresponden a tierra firme y (0.15%) 0.15 km² es agua.

## Demografía
Según el censo de 2010, había 1.017 personas residiendo en Patten. La densidad de población era de 10,27 hab./km². De los 1.017 habitantes, Patten estaba compuesto por el 98.92% blancos, el 0% eran afroamericanos, el 0.1% eran amerindios, el 0.1% eran asiáticos, el 0% eran isleños del Pacífico, el 0% eran de otras razas y el 0.88% pertenecían a dos o más razas. Del total de la población el 0.1% eran hispanos o latinos de cualquier raza.